# E. Marinella
E. Marinella è un'azienda sartoriale a conduzione familiare fondata nel 1914 da Eugenio Marinella a Riviera di Chiaia, Napoli, specializzata nella realizzazione di cravatte e articoli di abbigliamento di lusso.
In aggiunta allo storico negozio napoletano, il marchio è presente nei negozi monomarca a Milano, Roma e Tokyo, oltreché in una serie di grandi magazzini in Europa, Estremo Oriente e Nord America.

## Storia
Il 26 giugno 1914, l'imprenditore napoletano Eugenio Marinella inaugurò una bottega di 20 metri quadrati in Piazza della Vittoria, nel quartiere di Chiaia, dove si iniziarono a realizzare prodotti sartoriali su misura (in particolar modo camicie e cravatte) con sete stampate a mano in Inghilterra. La clientela originaria era prevalentemente composta da cavalieri e amazzoni della locale aristocrazia, complice la vicinanza della Villa Comunale e del percorso equestre ivi presente.
Nel corso degli anni, la clientela si è estesa esponenzialmente, fino a comprendere personalità di spicco della nobiltà e del jet set internazionale. Tra gli acquirenti più illustri, figurano il Principe Umberto II di Savoia e lo zio Emanuele Filiberto di Savoia-Aosta; gli imprenditori Gianni Agnelli, Aristotele Onassis, Silvio Berlusconi e Luca Cordero di Montezemolo; gli artisti Marcello Mastroianni, Vittorio De Sica, Totò, Elton John e Barry White ; i reali Alberto di Monaco, Juan Carlos I e Carlo del Galles; i capi di Stato esteri John F. Kennedy, Bill Clinton, George W. Bush, François Mitterrand, Jacques Chirac, Nicolas Sarkozy, Emmanuel Macron, Boris El'cin e Hosni Mubarak, oltre ai capi di Governo Winston Churchill ed Helmut Kohl, ad alte cariche delle forze armate e alla totalità dei Presidenti della Repubblica Italiana (da Enrico De Nicola a Sergio Mattarella).
Nel 2017, quattro cravatte del marchio napoletano sono state esposte al MoMA di New York nell'ambito dell'esposizione Items: Is Fashion Modern?, dedicata ai prodotti iconici che hanno segnato il mondo della moda tra ventesimo e ventunesimo secolo.
L'azienda, tra le più celebri botteghe sartoriali di lusso al mondo, è oggi capeggiata da Maurizio Marinella (nel 2011 insignito dell'Ordine al merito del lavoro) e dal figlio Alessandro.

## Gestione dell'azienda (Maurizio e Alessandro Marinella)
Attualmente la E. Marinella è gestita in prima persona da 
Maurizio Marinella (31/12/1955) e dal figlio Alessandro Marinella (25/04/1995), quest'ultimo nel ruolo di 'General Manager'.
Maurizio si laurea in Economia e Commercio all’Università degli Studi di Napoli Federico II con una tesi in Tecnica industriale e commerciale dal titolo “Il sistema Moda”. Nel 1983 inizia l’attività nell’impresa di famiglia fondata dal nonno Eugenio (1914) e proseguita dal padre Luigi.
Sotto la sua guida, oltre alla sede partenopea di Riviera di Chiaia, si susseguiranno le aperture del primo showroom a Milano nel 2002, seguito da un secondo monomarca nel 2014, due a Tokyo (nel 2007 e nel 2015) e Roma nel 2017.
Il 28 gennaio 2022 riapre dopo due anni di chiusura causa Brexit e COVID-19 lo storico negozio in Burlington Arcade, a Londra. Ad ottobre 2023 apre uno store nella città di Torino. È presente all’estero anche in alcuni Department Store, come Bergodorf Goodman a New York, Le Bon Marché Rive Gauche del Printempes a Parigi, Le Bon Génie a Ginevra e Sant’Eulalia a Barcellona.
Maurizio Marinella ricopre la carica di amministratore unico della Maison e di Presidente del Settore Moda dell’Unione Industriali Napoli. Nel mese di ottobre 2021 la rivista Forbes (https://forbes.it) lo ha inserito nella lista dei 100 Top manager di successo a livello nazionale
Nel 2017 sono state esposte al MoMA di New York quattro sue cravatte in occasione della manifestazione internazionale “Items: Is Fashion Modern?”, che raccoglieva 111 oggetti iconici, diventati stereotipo di stile.

## Premi e riconoscimenti
Il 2 giugno 2011 il Presidente della Repubblica Italiana Giorgio Napolitano insignisce Maurizio Marinella dell’Onorificenza di Cavaliere dell’Ordine al merito del lavoro per “il suo impegno costante nel lavoro, la sua dedizione e passione per l’azienda, l’amore per la qualità, il preservare i valori della tradizione”.
Il 25 gennaio 2012, Maurizio Marinella riceve il “Premio Leonardo Qualità Italia” istituito dal Comitato Leonardo - Italian Quality Committee presso il Palazzo del Quirinale dal Presidente Giorgio Napolitano in riconoscimento della “qualità e dell’eccellenza espresse dal suo lavoro e dalla sua azienda che può essere considerata altamente rappresentativa del Made in Italy e che condivide la responsabilità di sostenere la posizione e l’immagine dell’Italia nel mondo”.

## Curiosità
La storia di E. Marinella diventa un docu-film dal titolo “Una Vetrina che Guarda il Mare”. Il primo ciak è partito nel settembre del 2020 per la regia di Massimiliano Gallo e la première si è tenuta il 9 febbraio 2022 alle 18:30 presso il Teatro delle Palme di Napoli. Autore Francesco Pinto e il cast composto da: Shalana Santana, Nunzio Schiano, Gennaro Di Biase, Peppe Barra, Peppino di Capri e Nello Mascia.
Alcune cravatte della maison Marinella sono state utilizzate dall’attore Daniel Craig nel ventesimo film della saga "007" di James Bond dal titolo Skyfall uscito nelle sale il 31 ottobre 2012 .